# Sina Erdrich

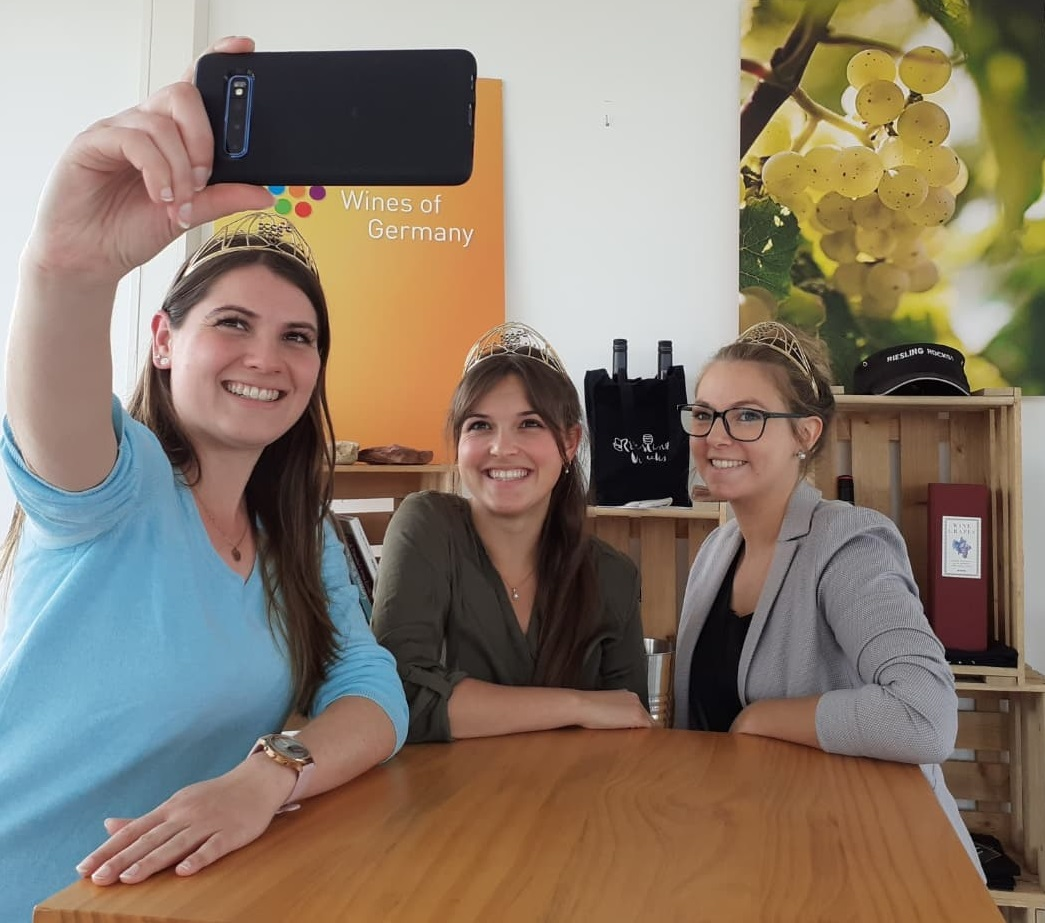
Sina Erdrich (Mitte) zusammen mit den Weinprinzessinnen Saskia Teucke und Linda Trarbach

Sina Erdrich (* 22. September 1997 in Durbach, Baden-Württemberg) ist eine deutsche Politikerin und war ab dem 14. September 2021 die 73. Deutsche Weinkönigin. Sie stammt aus dem Weinanbaugebiet Baden. Weinprinzessinnen wurden Saskia Teucke aus der Pfalz und Linda Trarbach aus dem Weinanbaugebiet Ahr. Die drei Frauen setzten sich gegen sieben Kandidatinnen durch, die wegen der Corona-Pandemie in einem gesonderten Verfahren ermittelt wurden.

## Leben
Sina Erdrich, eine Winzerstochter, zog mit 19 Jahren in ihrem Heimatort Durbach in den Gemeinderat ein, womit sie die jüngste Rätin ihrer Gemeinde überhaupt wurde. Ihr politisches Ziel ist eine attraktive Gestaltung des Ortes für junge Menschen. Ein weiteres wichtiges Anliegen ist für sie der Klimaschutz, denn der Klimawandel setzt den Weinbergen ihrer Familie in der Ortenau sehr zu. Zudem möchte sie sich stärker für den Kauf und die Förderung regionaler Weine einsetzen.
Gegenwärtig studiert Erdrich in einem Masterstudiengang Bildungswissenschaft und Management in Freiburg im Breisgau. Neben ihrem Studium arbeitet sie in einer Kindertagesstätte.
2019/2020 war Erdrich Weinkönigin des Weinbaugebiets Baden. Bei der Wahl zur Deutschen Weinkönigin 2021 im Saalbau in Neustadt an der Weinstraße bestimmte sie während der Weinprobe den Wein falsch, indem sie den Silvaner aus Franken für einen Grauburgunder von der Hessischen Bergstraße hielt. In allen anderen Prüfungskategorien – darunter die Moderation eines fiktiven Fußballspiels mit Weinverkostung – überzeugte sie mit Authentizität, Enthusiasmus und Spontaneität. Dennoch entschied sich die Jury für Erdrich.
Eine besondere Bekanntheit erhielt ihre Wahl dadurch, dass sie hinsichtlich der COVID-19-Pandemie ein Social-Media-Konzept entwarf, um ihr Amt digital ausüben zu können.